# Andby
Andby (finska: Annila) är en by i Sjundeå i det finländska landskapet Nyland. Byn är belägen vid södra delen av Björnträsk på dess östra strand. Byns grannbyar är Harvs och Övitsby.

## Historia
Andby omnämns i skatteböcker redan på 1540-talet. Vid denna tid fanns fyra hemman i byn. Efter 1624 återstod endast tre hemman. Under Stora ofreden drabbades bonden i Andby hårt av en svår husdjursfarsot. År 1724 låg en tredjedel av byns åkrar öde, och skogen hade huggits ned av ryssarna. En av byns gårdar, Nedergård, blev augment under rusthållet nummer 6 i Vichtis. En annan gård, Övergård, tilldelades barberaren vid överstelöjtnantens kompani i Nylands kavalleri som lön.